# جورجي جاجيتش
جورجي جاجيتش (بالصربية: Ђорђе Гагић) مواليد 28 ديسمبر 1990 في جمهورية كرواتيا الاشتراكية، هو لاعب كرة سلة صربي. بدأ مسيرته الاحترافية في سنة 2009. يلعب في الدوري التركي لكرة السلة كلاعب وسط. يحمل الرقم 14. حقق المركز الثالث في الألعاب الجامعية الصيفية 2013.

## المسيرة الاحترافية
لعب مع نادي مورنار بار لكرة السلة من سنة 2009 إلى 2011، ثم لعب مع نادي بارتيزان لكرة السلة من سنة 2012 إلى 2015، ثم لعب مع عنتاب لكرة السلة في الدوري التركي في سنة 2015، ثم لعب مع نيو باسكت برينديزي في الدوري الإيطالي في موسم 2015–2016، ثم لعب مع كانارياس لكرة السلة في الدوري الإسباني في سنة 2016.

## الميداليات
| الميدالية | المسابقة                      |
| --------- | ----------------------------- |
| برونزية   | الألعاب الجامعية الصيفية 2013 |

## إحصائيات المسيرة

### الدوري الأوروبي
| السنة   | الفريق                   | لعب | بدأ | دقيقة | ميداني% | ثلاثية | حرة  | ارتداد | صنع | استلاب | تصدي | نقطة | أداء |
| ------- | ------------------------ | --- | --- | ----- | ------- | ------ | ---- | ------ | --- | ------ | ---- | ---- | ---- |
| 2012–13 | نادي بارتيزان لكرة السلة | 10  | 2   | 14.1  | .485    | .000   | .735 | 3.3    | .2  | .3     | .1   | 5.7  | 5.4  |
| 2013–14 | نادي بارتيزان لكرة السلة | 23  | 1   | 15.0  | .382    | .000   | .632 | 3.4    | 1.0 | .5     | .2   | 3.3  | 3.6  |
| المسيرة |                          | 33  | 3   | 14.8  | .416    | .000   | .681 | 3.4    | .8  | .4     | .2   | 4.0  | 4.1  |

## روابط خارجية
- جورجي جاجيتش على موقع الاتحاد الدولي لكرة السلة (الإنجليزية)
- جورجي جاجيتش على موقع الدوري الأوروبي لكرة السلة (الإنجليزية)
- جورجي جاجيتش على موقع الدوري الإسباني لكرة السلة (الإسبانية)
- جورجي جاجيتش على موقع كرة السلة الأوروبية.كوم (الإنجليزية)
- جورجي جاجيتش على موقع ريلجم (الإنجليزية)
- جورجي جاجيتش على موقع بروبوليرز (الإنجليزية)
- جورجي جاجيتش على موقع سبورتس رفرنس (الإنجليزية)